# Diego Luis Córdoba
Diego Luis Córdoba (Quibdó, 21 de julio de 1907-Ciudad de México, 1 de mayo de 1964) fue un abogado y político colombiano.
Realizó sus estudios primarios y secundarios en Quibdó y Medellín, y tras estudiar Derecho en la Universidad de Antioquia (de la que fue expulsado en 1928 por el decano Miguel Moreno Jaramillo, por participar de una protesta junto a Mario Aramburo Restrepo y Gerardo Molina) y la Universidad Nacional de Colombia. Durante su estadía en Bogotá como estudiante de Derecho se convirtió en un importante líder estudiantil del Partido Liberal, en el que empezó a destacar como representante del ala socialista.
En 1931 y con los votos de sus compañeros del movimiento estudiantil fue elegido como diputado suplente del departamento de Cundinamarca. En 1933 fue elegido representante a la Cámara por Antioquia. Durante catorce años representó a la población negra de Antioquia en la Cámara.
Córdoba fue senador en representación de su departamento, hasta el día de su muerte. A la par con sus responsabilidades legislativas, ejerció como profesor de Derecho Laboral y de Derecho romano, tanto en la Universidad Libre (Colombia) (la cual presidió entre 1961 y 1964) como en la Universidad Nacional de Colombia; así mismo llegó a ser miembro de la Dirección Nacional de su partido y embajador en México, cargo que desempañaba cuando falleció.